# L'Électricien

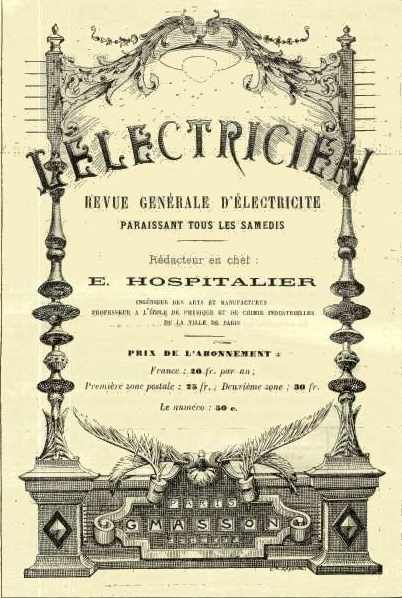
Revue L'Électricien, 1881.

L'Électricien est une revue scientifique bimensuelle fondée en 1881 par l'ingénieur Édouard Hospitalier.

## Genèse de la revue
Le but de la revue est révélé dans l'article Au lecteur précédant le premier numéro (15 avril 1881).
"L'Électricien sera tout à la fois l'organe de la science pure et de la science appliquée. Il discutera les travaux de recherches, exécutés en France ou à l'étranger et fera connaître toutes les applications nouvelles, il recueillera les renseignements pratiques les plus complets et les informations les plus précises ; il analysera les revues étrangères et compulsera les brevets d'invention, de telle sorte que rien de ce qui se rattache à l'électricité n'échappera à ses lecteurs."
La revue devra aussi "s'efforcer de contribuer par [elle]-même, aux développement de la science dont il a pris pour mission d'enregistrer les progrès."
Son créateur, E. Hospitalier, a pris l'initiative de cette création dans un contexte de développement rapide des techniques et applications autour de l'électricité. La revue est aussi créée peu de temps avant le lancement du Congrès International des électriciens et de l'exposition d'électricité qui se tiennent à Paris en août 1881 et auxquels Hospitalier participe activement.

## Comité de rédaction
En 1881, il se compose de six personnes :
- Ernest Mercadier
- Charles-Marie Gariel
- Alfred Niaudet
- Dr de Cyon
- Gaston Tissandier

En fin d'année 1881, Charles Bontemps fera son apparition alors que dès 1882 le comité se resserre autour de Gariel, Fontaine et Niaudet.
La mort de De Kabath, directeur adjoint de la revue avec Masson, en 1882 change la donne et Édouard Hospitalier prend les fonctions de rédacteur en chef. Les membres du comité de rédaction disparaissent de la première page.
Un "Avis aux abonnés" nous assure toutefois que "le concours de tous les anciens collaborateurs lui reste entièrement acquis."

## Organisation de la revue
Chaque numéro garde une structure similaire malgré de petits changements selon les besoins et les actualités du moment.
- Des articles de fond présentant de nouvelles inventions (théoriques ou pratiques) ayant trait à l'électricité et développées incluant illustrations, calculs, tableaux de résultats, graphiques, etc.
- Des chroniques, articles plus petits et concis présentant plus rapidement les inventions, nouveautés jugées comme secondaires.
- Des rapports des sociétés savantes (Académie des sciences, Société française de physique, Association française pour l'avancement des sciences) présentant les dernières délibérations, récompenses, etc.
- Un rubrique consacrée aux faits divers, notes très courtes sur des évènements ponctuels, connus à la dernière minute ou plus anecdotiques.
- Une boîte aux lettres, permettant à la rédaction de répondre rapidement aux courriers des lecteurs (sans publication des lettres entières).
- Une rubrique correspondance qui, elle, permet à une lettre jugée pertinente d'être publiée.
- Une Bibliographie présentant les nouvelles publications.
- Un rapport des brevets déposés en France puis aussi en Angleterre.